# Temerla (Venezuela)
Pour les articles homonymes, voir Temerla.
Temerla est la capitale de la paroisse civile de Temerla de la municipalité de Nirgua dans l'État d'Yaracuy au Venezuela.